# Moncoutant
Moncoutant är en kommun i departementet Deux-Sèvres i regionen Nouvelle-Aquitaine i västra Frankrike. Kommunen ligger i kantonen Moncoutant som tillhör arrondissementet Parthenay. År 2018 hade Moncoutant 3 161 invånare.

## Befolkningsutveckling
Antalet invånare i kommunen Moncoutant
| Referens: INSEE |